# Ливадици
Ливадици, Штрбацкое (алб. Shterbaqko; серб. Штрбачко језеро), или Лива́дицкое (алб. Liqeni i Livadhit, серб. Ливадичко језеро) — ледниковое озеро в Косове, на Шар-Планине. Находится в 7 км юго-восточнее Штрпце. Входит в состав национального парка Шар-Планина.
Расположено на высоте 2173 метров над уровнем моря. Максимальная длина — 228 метров, ширина — 120 метров. Общая площадь — 0,01 км². Глубина озера зависит от сезона и колеблется от 6,5 до 8,6 метров. Прозрачно.
Благодаря живописному расположению озеро вызывает большой туристический интерес.